# Филарет (Кучеров)
Митрополит Филаре́т (укр. митрополит Філарет; в миру Сергей Иванович Кучеров, укр. Сергій Іванович Кучеров; род. 9 августа 1972, Киев) — архиерей Украинской православной церкви, митрополит Львовский и Галицкий, председатель Синодального отдела по делам медицины УПЦ.

## Биография
Родился в Киеве в семье военного. До обучения в общеобразовательной школе жил в селе Норинск Овручского района.
С 1978 по 1988 год обучался в средней школе города Целиноград Казахской ССР.
С 1988 по 1989 год обучался в медицинском училище.
С 1986 по 1990 год работал в хирургическом и затем в операционном отделении, 1 городской клинической больницы города Целинограда.
В 1990 году по благословению епископа Алма-Атинского и Казахстанского Евсевия (Саввина) направлен на учёбу в Московскую Духовную Семинарию, которую окончил в 1994 году.
С 1990 по 1996 год — иподиакон патриарха Московского и всея Руси Алексия II и архиепископа Истринского Арсения (Епифанова).
В 1996—1999 годах учился в Киевской духовной академии, дипломное сочинение на тему: «Столетие экуменизма: перспективы и проблемы».
25 июня 1996 года зачислен в число братии Киево-Печерской Лавры.
25 августа 1996 года архимандритом Павлом (Лебедем) пострижен в монашество с именем Филарет, в честь святителя Филарета (Амфитеатрова), митрополита Киевского.
28 августа 1996 года рукоположён в сан иеродиакона митрополитом Киевским и всея Украины Владимиром.
С 28 августа 1996 по 3 марта 2003 года — секретарь Духовного Собора Киево-Печерской Лавры.
С 9 июля 1997 года по 5 февраля 2001 года — казначей Лавры.
4 декабря 1997 года рукоположён в сан иеромонаха митрополитом Киевским и всея Украины Владимиром.
4 декабря 1998 года митрополитом Киевским и всея Украины Владимиром возведён в сан игумена.
28 августа 1999 года возведён в сан архимандрита митрополитом Киевским и всея Украины Владимиром.
3 марта 2003 года постановлением Священного Синода Украинской Православной Церкви назначен председателем Синодального отдела «Миссия социальной помощи детям».
В 2006 году получил степень кандидата богословия в Киевской духовной академии за сочинение на тему: «Влияние православно-догматического вероучения на духовное воспитание молодёжи».
5 октября 2008 года назначен настоятелем храма преподобного Сергия Радонежского города Киева.

### Архиерейство
23 декабря 2010 года постановлением Священного Синода УПЦ архимандриту Филарету определено быть епископом Дрогобычским, викарием Львовской епархии.
1 января 2011 года в зале заседаний Священного Синода УПЦ, что при резиденции предстоятеля УПЦ в Свято-Успенской Киево-Печерской Лавре, состоялось наречение, а 2 января в трапезном храме во имя Антония и Феодосия Печерских в Свято-Успенской Киево-Печерской лавре за Божественной литургией — архиерейская хиротония, которую возглавил митрополит Киевский и всея Украины Владимир (Сабодан). Ему сослужили: архиепископы Люблинский и Холмский Авель (Поплавский) (Польская Православная Церковь), Тверской и Кашинский Виктор (Олейник), Истринский Арсений (Епифанов), Львовский и Галицкий Августин (Маркевич), Сарненский и Полесский Анатолий (Гладкий), Винницкий и Могилёв-Подольский Симеон (Шостацкий), Криворожский и Никопольский Ефрем (Кицай), Вышгородский Павел (Лебедь), Изюмский Онуфрий (Лёгкий), Бориспольский Антоний (Паканич), Переяслав-Хмельницкий Александр (Драбинко); епископы Уманский и Звенигородский Пантелеимон (Бащук), Гатчинский Амвросий (Ермаков), Смоленский и Вяземский Феофилакт (Курьянов), Макеевский Варнава (Филатов), Владимир-Волынский и Ковельский Никодим (Горенко), Шепетовский и Славутский Владимир (Мельник), Макаровский Иларий (Шишковский), Васильковский Пантелеимон (Поворознюк), Городницкий Александр (Нестерчук), Днепродзержинский и Царичанский Владимир (Орачёв).
9 января 2011 года во Львове состоялось официальное представление епископа Филарета. Представить владыку Филарета прибыл Управляющий делами УПЦ, архиепископ Белоцерковский и Богуславский Митрофан (Юрчук).
10 февраля 2011 года постановлением Священного Синода УПЦ освобождён от должности председателя Синодального отдела Миссии социальной помощи детям УПЦ и назначен председателем Синодального отдела УПЦ по вопросам охраны здоровья и пастырской опеке медицинских учреждений.
20 июля 2012 года решением Священного Синода УПЦ назначен епископом Львовским и Галицким.
22 июля 2012 года во Львове состоялось официальное представление епископа Филарета, как управляющего Львовской епархией. Представить владыку Филарета, по благословению Митрополита Киевского и всея Украины Владимира прибыл, архиепископ Житомирский и Новоград-Волынский Никодим (Горенко).
25 августа 2012 года решением Священного синода Украинской православной церкви возглавляемый им Синодальный отдел «Церковь и медицина» переименован в «Синодальный отдел по вопросам здравоохранения и пастырского окормления медицинских учреждений».
На Успенских чтениях в 2018 году заявил о необходимости церковного единства на Украине: «Если мы не захотим войны, то её и не будет. Законная автокефалия приведет к тому, что люди, которые сейчас находятся в схизме, присоединятся к Церкви. Мы должны идти навстречу этим действиям. Очень важен межконфессиональный мир. Также важна поддержка государства о свободе выбора для людей».
17 августа 2019 года митрополитом Киевским и всея Украины Онуфрием (Березовским) возведён в сан митрополита.

## Награды
- Орден «За заслуги» ІІІ степени (2012)[12]
- Орден святого равноапостольного великого князя Владимира (РПЦ) III степени
- Орден святого равноапостольного князя Владимира (УПЦ) II степени
- Орден Рождества Христова (УПЦ) I и II степени
- Орден преподобного Нестора Летописца (УПЦ) II степени
- Орден преподобного Ильи Муромца (УПЦ) II степени
- Орден святителя Луки Крымского (УПЦ)